# Blawnox
Blawnox é um distrito localizado no estado norte-americano da Pensilvânia, no Condado de Allegheny.

## Demografia
Segundo o censo norte-americano de 2000, a sua população era de 1550 habitantes. 
Em 2006, foi estimada uma população de 1458, um decréscimo de 92 (-5.9%).

## Geografia
De acordo com o United States Census Bureau tem uma área de 1,1 km², dos quais 0,8 km² cobertos por terra e 0,3 km² cobertos por água.

## Localidades na vizinhança
O diagrama seguinte representa as localidades num raio de 4 km ao redor de Blawnox. 